# コント55号 人類の大弱点
『コント55号 人類の大弱点』(コント55ごう じんるいのだいじゃくてん)は、1969年8月13日に公開された、東宝の喜劇映画。同時上映作品は『日本海大海戦』。

## 解説など
競輪で全財産をスッってしまった大垂欽一（萩本欽一）が、持ち前の口八丁で詐欺師に転身。最初にカモった刑事（坂上二郎）から執拗に追われることになる。何度改心しても結局は詐欺師の道に逆戻りしてしまうが、それでも憎めないキャラクターなのは欽ちゃんならでは。ギャグとアクションてんこもりの喜劇映画の決定版!
『コント55号 世紀の大弱点』に続く、東宝版コント55号映画の第2作で、1964年公開の『天才詐欺師物語 狸の花道』（後に『天才詐欺師物語 たぬきの中の狸』と改題）をリメイクした作品。『狸の休日』の監督である山本嘉次郎が、平戸延介名義で脚本の一部を手掛けている。

## スタッフ
- 製作：寺本忠弘、安達円三朗
- 企画：浅井良三
- 監督：福田純
- 監督助手：根本順善
- 脚本：江古武郎、平戸延介
- 原作：町田浩二『詐欺の天才奮戦記』より
- 撮影：宇野晋作
- 音楽：小野崎孝輔
- 美術：育野重一
- 録音：小沼渡
- 照明：下村一雄
- 編集：大橋富美子
- スチール：鳥井巌
- 製作担当者：村方久之

## キャスト
- 萩本欽一（大垂欽一）
- 坂上二郎（駒形二郎）
- 白川由美（畑よし子）
- 桑山正一（大門千吉）
- 岡田可愛（大門幸子）
- 大辻伺郎（黒田哲也）
- 宮地晴子（木村秋子）
- 東明子（木村ひろみ）
- 藤木悠（赤井弁護士）
- 人見明（高橋主任）
- いわたがん太（電気屋の店員）
- 田辺和歌子（電気屋のレジの女）
- 記平佳枝（電気屋の中年の客）
- 菅井きん（信玄袋のお婆さん）
- 小林夕岐子（大日本福祉協会の事務員）
- 近衛敏明（大日本福祉協会の理事）
- 岩本好恵（大日本福祉協会の女事務員）
- 佐田豊（旭光産業・経理重役）
- 内山みどり（旭光産業・受付の女）
- 堺左千夫（洋服屋の店員）
- 山田彰（自動車販売店店員）
- 池田生二（日本人材銀行の男客）
- 阿部昇二（タバコ屋の親爺）
- 利根はる恵（料亭の女将）
- 野上千鶴子（アパートの奥さん）
- 二本柳寛（隅田警察署の署長）
- たんくだん吉（隅田警察署の看守）
- 大前亘（隅田警察署の警官）
- 田島義文（公社課長）
- 原田力、渡辺高光（黒田の支配下の若者B）
- いしだあゆみ、チコとビーグルス（特別出演）